# Megapodius forstenii
Megapodius forstenii là một loài chim trong họ Megapodiidae.